# Abd al-Munim al-Aduli
Abd al-Munim al-Aduli (arab. عبد المنعم العدولي; fr. Abdelmoneim Adouli) – tunezyjski zapaśnik walczący w stylu wolnym. Srebrny medalista mistrzostw Afryki w 2019 roku.